# Damian Kapica
Damian Kapica (ur. 18 lipca 1992 w Nowym Targu) – polski hokeista, reprezentant Polski.

## Kariera klubowa
- Podhale Nowy Targ (2006-2010)
- Muskegon Lumberjacks (2010])
- MMKS Podhale Nowy Targ (2010-2011)
- HC Trzyniec U–20 (2011-2012)
- JKH GKS Jastrzębie (2012-2014)
- MMKS Podhale Nowy Targ (2014-2015)
- Cracovia (2015-2023)
- Podhale Nowy Targ (2023-2024)
- Cracovia (2024-)

Wychowanek MMKS Podhale Nowy Targ. W 2006 krótko występował w drużynie EC Red Bull Salzburg - Junior. W sezonie 2009/2010 był najmłodszym zawodnikiem PLH mając wówczas 17 lat. W meczach finałowych przeciwko Cracovii zdobył dwie bramki przyczyniając się do zdobycia mistrzostwa Polski przez Podhale. Latem 2010 przebywał na stażu w amerykańskim klubie Muskegon Lumberjacks, a następnie w czeskim ekstraligowym HC Oceláři Trzyniec. Po zakończeniu sezonu 2010/11 w Polsce, w maju 2011 ponownie dołączył do obozu przygotowawczego czeskiego klubu z Trzyńca. W sezonie 2011/2012 występował w drużynie do lat 20 klubu w ramach czeskiej ligi juniorów. We wrześniu 2012 wypożyczony do JKH GKS Jastrzębie. W styczniu 2013 przedłużył kontrakt o rok. Od końca maja 2014 ponownie zawodnik MMKS Podhale. Od maja 2015 zawodnik Cracovii. Po sezonie 2019/2020 odszedł z drużyny.
W sierpniu 2020 został zawodnikiem słowackiego klubu Bratislava Capitals. Pod koniec września 2020 ogłoszono jego odejście z tego zespołu. 1 października 2020 ogłoszono jego ponowne zakontraktowanie w Cracovii. Pod koniec lipca 2023 ogłoszono jego angaż w macierzystym Podhalu. Od maja 2023 ponownie w Cracovii.
W trakcie kariery zyskał pseudonim Kapi.

## Kariera reprezentacyjna
W barwach reprezentacji Polski do lat 18 wystąpił na turniejach mistrzostw świata juniorów do lat 18 w 2008, 2009, 2010 (Dywizja I). W barwach reprezentacji Polski do lat 20 wystąpił na turniejach mistrzostw świata juniorów do lat 20 w 2010, 2012 (Dywizja I). W barwach seniorskiej kadry Polski uczestniczył w turniejach mistrzostw świata w 2012 (Dywizja IB), 2017, 2018 (Dywizja IA), 2019 (Dywizja IB).

## Sukcesy i nagrody

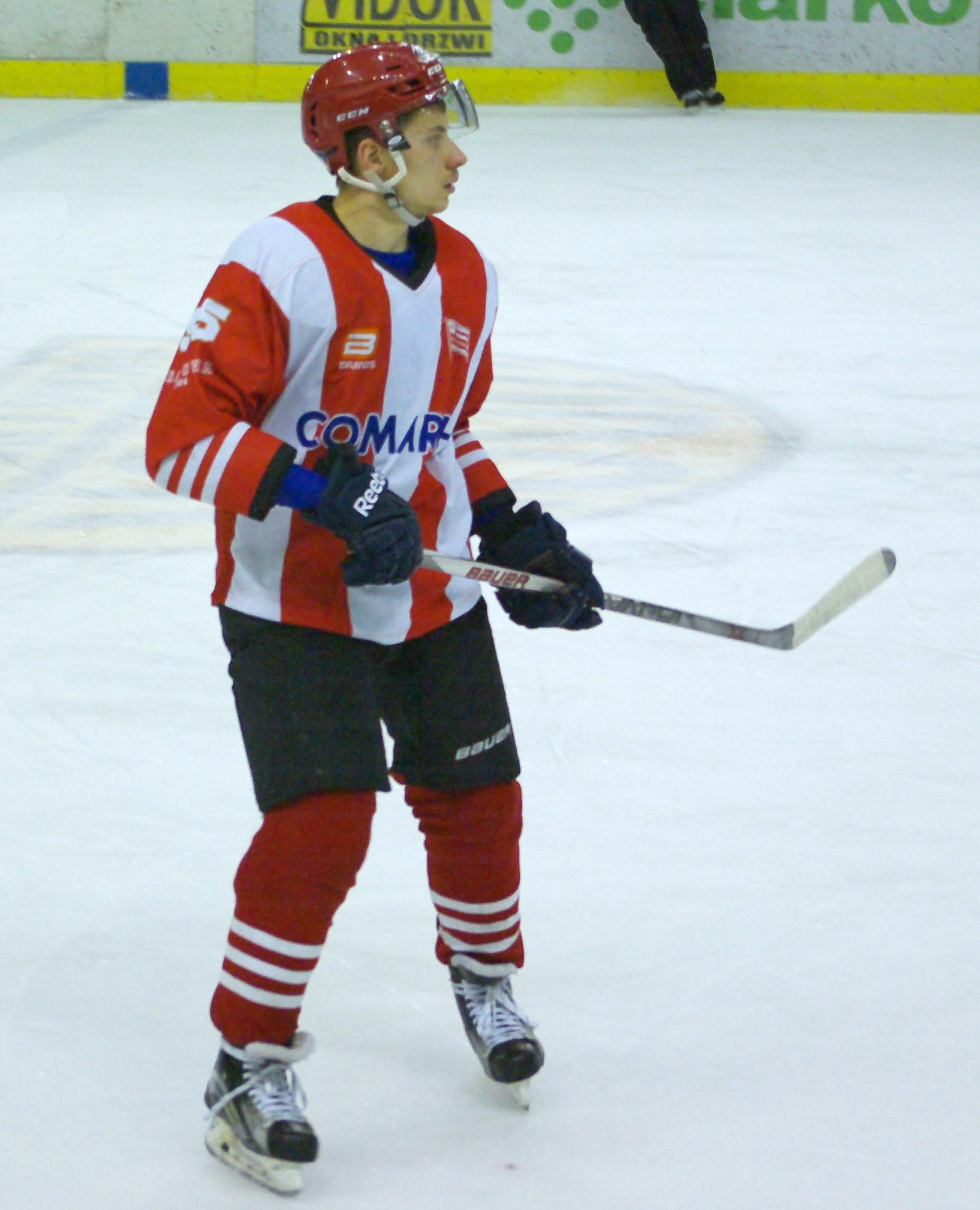
Damian Kapica w barwach Cracovii (2016)

Klubowe
- Złoty medal mistrzostw Polski: 2010 z Podhalem Nowy Targ, 2016, 2017 z Cracovią
- Puchar Polski: 2012 z JKH GKS Jastrzębie, 2015, 2021 z Cracovią
- Srebrny medal mistrzostw Polski: 2013 z JKH GKS Jastrzębie, 2019, 2021 z Cracovią
- Brązowy medal mistrzostw Polski: 2014 z JKH GKS Jastrzębie, 2015 z MMKS Podhale Nowy Targ
- Superpuchar Polski: 2016, 2017 z Cracovią
- Finał Pucharu Polski: 2016, 2017 z Cracovią
- Puchar Kontynentalny: 2022 z Cracovią

Indywidualne
- Mistrzostwa świata do lat 18 w hokeju na lodzie mężczyzn 2009/I Dywizja#Grupa A:
  - Pierwsze miejsce w klasyfikacji asystentów turnieju: 6 asyst[18]
  - Czwarte miejsce w klasyfikacji kanadyjskiej turnieju: 9 punktów[19]
- Mistrzostwa świata do lat 18 w hokeju na lodzie mężczyzn 2010/I Dywizja#Grupa B:
  - Drugie miejsce w klasyfikacji strzelców turnieju: 8 goli[20]
  - Drugie miejsce w klasyfikacji kanadyjskiej turnieju: 12 punktów[21]
- Mistrzostwa Świata Juniorów w Hokeju na Lodzie 2010/I Dywizja#Grupa B:
  - Najlepszy zawodnik reprezentacji w turnieju[22]
- Mistrzostwa Świata Juniorów w Hokeju na Lodzie 2012/I Dywizja#Grupa B:
  - Pierwsze miejsce w klasyfikacji strzelców turnieju: 6 goli[23]
  - Trzecie miejsce w klasyfikacji asystentów turnieju: 4 asysty[24]
  - Pierwsze miejsce w klasyfikacji kanadyjskiej turnieju: 10 punktów[25]
  - Pierwsze miejsce w klasyfikacji +/- turnieju: +10[26]
- Polska Hokej Liga (2014/2015):
  - Drugie miejsce w klasyfikacji strzelców w sezonie zasadniczym: 22 gole
- Mistrzostwa Świata w Hokeju na Lodzie 2019/I Dywizja#Grupa B:
  - Pierwsze miejsce w klasyfikacji strzelców turnieju: 6 goli[27]
  - Piąte miejsce w klasyfikacji asystentów turnieju: 4 asysty[28]
  - Pierwsze miejsce w klasyfikacji kanadyjskiej turnieju: 10 punktów[29]
  - Pierwsze miejsce w klasyfikacji +/- turnieju: +11[30]
- Puchar Kontynentalny 2019/2020#Superfinał:
  - Trzecie miejsce w klasyfikacji strzelców turnieju: 2 gole[31]

Osiągnięcia
- Zdobywca gola numer 1000 klubu JKH GKS Jastrzębie w najwyższej klasie rozgrywkowej: 22 września 2013[32]

Wyróżnienia
- Plebiscyt „Hokejowe Orły”:
  - Odkrycie sezonu wśród seniorów i Najlepszy zawodnik-junior: 2010[33]
  - Najlepszy zawodnik-junior: 2012[34]